# Valdelsa
La Val d'elsa, nome che deriva da Aelsa (Aelsae), è la valle del fiume Elsa, che nasce dal fianco occidentale della Montagnola Senese fra Siena e Radicondoli, e confina a ovest con la Val di Cecina nel Volterrano, a est con le prime propaggini del Chianti, a sud con la Val di Merse e a nord con il Valdarno.
Il fiume Elsa, affluente dell'Arno, scorre in direzione Sud-Nord tra rilievi collinari bassi e tondeggianti, in un'area dalla forte presenza umana. Il fiume è tradizionalmente diviso in due parti: l'Elsa morta e, da Colle di Val d'Elsa, l'Elsa viva.

## Alta e Bassa Valdelsa
La Valdelsa è divisa - per motivazioni storiche ed economiche, più che per la sua geografia - in due zone: l'Alta Valdelsa e la Bassa Valdelsa. La prima è in provincia di Siena, con Colle di Val d'Elsa punto cruciale (ove inizia il tratto denominato "Elsa viva" , il corso d'acqua, da carattere torrentizio e pressoché stagionale, diventa fiume a tutti gli effetti, aumentando il suo regime idrico e la sua portata, grazie alle sorgenti delle Vene e delle Caldane, nei pressi della località di Gracciano dell'Elsa); la seconda nella città metropolitana di Firenze, ha il suo capoluogo a Empoli, (benché tecnicamente quest'ultima città non sia in Valdelsa ma in Valdarno). I centri più importanti sono San Miniato, Castelfiorentino, Certaldo, Poggibonsi e Colle di Val d'Elsa.
L'origine del termine Valdelsa deriva, appunto, da Aelsa (Aelsae) che era il luogo dove è poi nato Gracciano dell'Elsa: territorio che inizia dal ponte di Santa Giulia fino alla zona che i valdelsani chiamano Florentia di Gracciano, dove è poi sorto il quartiere Agrestone. Nel territorio di Aelsa era situata anche la Pieve a Elsa. Da Aelsa sono poi nati i nomi Valdelsa e Gracciano dell'Elsa.

## Storia
La storia della Valdelsa ha le proprie radici nell'epoca etrusca, come dimostrano numerosi reperti (vasellame, utensili, necropoli) disperse in tutto il territorio. È sempre stata un'area caratterizzata da un'elevata concentrazione antropica, e abitata durante tutto il periodo romano.
Nel Medioevo, con la costruzione della via Francigena, diventa il fulcro economico e politico di una vasta area della Toscana centrale. La nuova via di pellegrinaggio, che collegava il nord Europa (Francia, Fiandre, Inghilterra e Germania) con Roma, sede del Papato e una delle principali mete del pellegrinaggio medioevale, dà un impulso senza precedenti allo sviluppo politico, economico e sociale di tutta la Valdelsa, favorendo l'urbanizzazione di tutta l'area. La via di pellegrinaggio originale, la più antica, come descritta dal diario di viaggio del vescovo di Canterbury Sigerico nel 990, si snodava tra le colline situate sulla sponda sinistra del fiume Elsa. Nascono così le pievi, le chiese (come Pieve a Chianni, Pieve di Coiano e Pieve d'Elsa), le torri di guardia, i castelli e i primi borghi come San Gimignano e Borgo San Genesio.
La Francigena rende la Valdelsa importantissima anche dal punto di vista strategico, militare e politico: tra il X ed il XII secolo nascono i primi castelli ed i borghi fortificati per assicurare il controllo della via da parte delle potenti famiglie comitali, come gli Alberti ed i Cadolingi, che si interessano sempre di più alla Valdelsa, ed entrano in contrasto con la nascente potenza della Repubblica Fiorentina, anch'essa interessata al controllo dell'importantissima arteria. Nascono così i borghi fortificati ed i castelli come Certaldo, Castelfiorentino, San Miniato, Pogna e Semifonte, edificati dai feudatari, per controllare l'arteria e impedire a Firenze l'accesso diretto alla via Francigena. Allo stesso tempo si sviluppano e prendono forma, grazie allo sviluppo dei commerci e dell'economia che la via Francigena riusciva a garantire, i primi liberi comuni della Valdelsa come San Gimignano, Colle di Val d'Elsa e Poggibonsi.
Tra il XIII ed il XIV secolo la crescente potenza di Firenze arriva fino alle sponde del fiume Elsa: con la distruzione di Semifonte e la conquista di Castelfiorentino e Certaldo, la Repubblica di Firenze riesce ad ottenere l'accesso diretto alla Francigena. Il potere di Firenze si sostituisce a quello delle vecchie famiglie comitali. Il percorso della Francigena viene spostato a fondovalle, sul lato destro del fiume Elsa (anche se si ritiene che già in epoca precedente ci siano state più diramazioni della stessa strada), favorendo lo sviluppo dei centri in pianura (Castelfiorentino, Certaldo, Poggibonsi) a discapito dei centri collinari situati sul vecchio tracciato (Coiano, Gambassi Terme, San Gimignano, Abbadia Isola), mentre a sud la Repubblica di Siena aveva il suo avamposto nel castello di Monteriggioni. Nel XV secolo, con la conquista di San Gimignano e di Poggibonsi, il dominio fiorentino nell'area della Valdelsa è pressoché totale, esercitato attraverso il Vicariato di Certaldo.
Per tutto il periodo mediceo la Valdelsa vede un regresso economico e culturale, in quanto era considerata area di sfruttamento agricolo. Le cose cambieranno soltanto con l'ascesa al potere dei Lorena e la costruzione della linea ferroviaria della Toscana centrale nel 1848 che, attraversando tutto il fondovalle dell'Elsa, riuscì a dare nuovo slancio economico e commerciale a tutta l'area, favorendo la nascita di diversi distretti industriali e manifatturieri lungo il tracciato della ferrovia.

## Economia

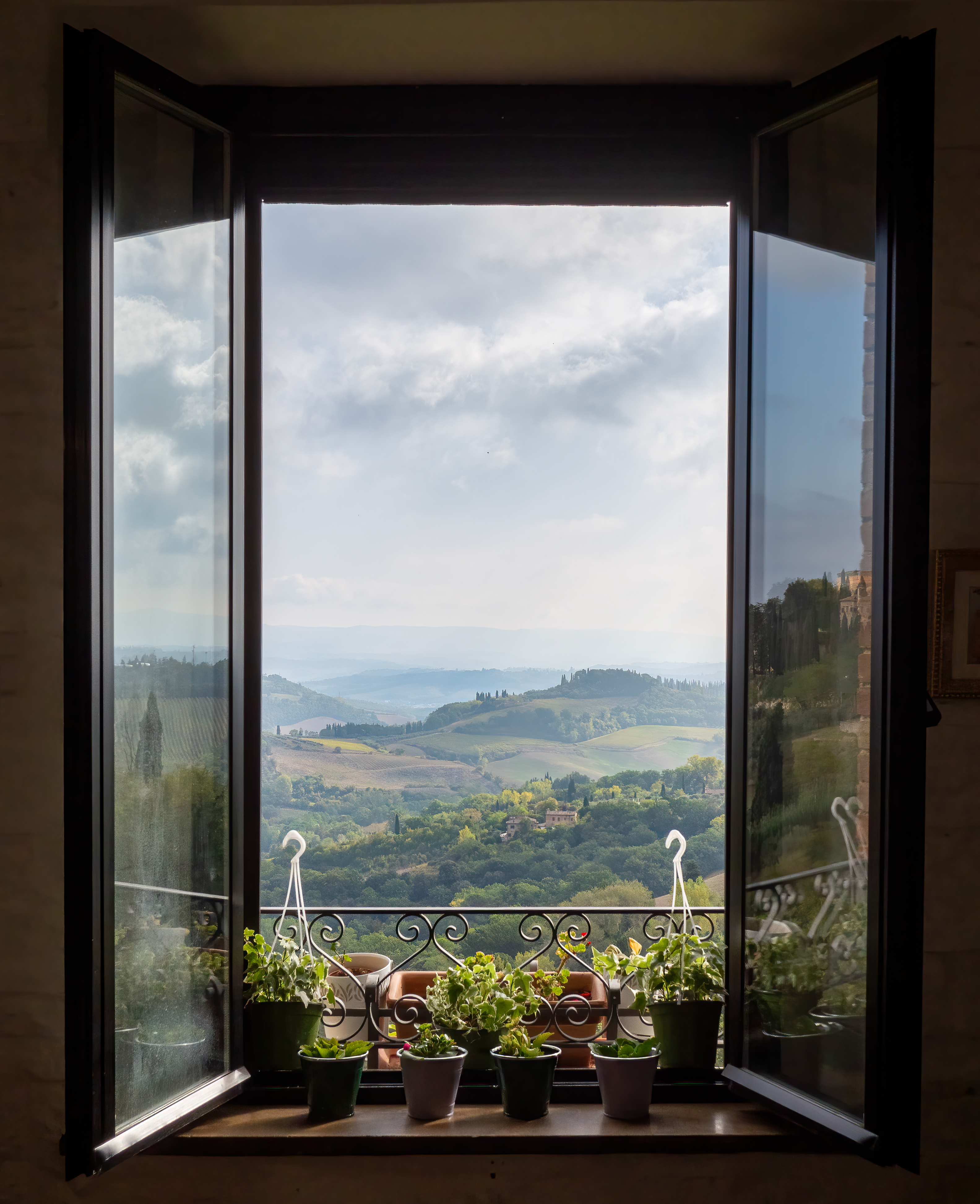
Vista sulla Val d'elsa da una finestra a San Gimignano.

L'economia valdelsana è essenzialmente divisa in due parti. Una ancora incentrata sul settore manifatturiero, prevalentemente nei centri più grandi situati nella zona pianeggiante (Empoli, Castelfiorentino, Certaldo, Poggibonsi, Colle di Val d'Elsa, Barberino Val d'Elsa) ed una che lentamente, tra spinte ideali e ambiguità, sta rinunciando all'industrializzazione, sta ritornando all'agricoltura, specialmente intesa come produzioni di alta qualità, turismo verde e servizi connessi. Questa parte “avanzata” della Valdelsa è perlopiù situata nei piccoli centri collinari ai lati della valle vera e propria. Pionieristico (per l'Italia, in altri paesi europei l'esperienza era vecchia di decenni), in questo senso, il comune di Montaione che grazie alle spinte di alcuni imprenditori, seguiti poi anche dall'Amministrazione Comunale, già nei primi anni '80 iniziava ad accantonare l'esperienza manifatturiera e tra luci ed ombre riprendeva la propria vocazione agricola e agrituristica. Questa “ritrovata” agricoltura ha messo fine a un periodo di emigrazione iniziato negli anni cinquanta ed ha risollevato la qualità della vita degli abitanti delle zone collinari della Valdelsa.

## La proposta di costituzione della provincia di Empoli
Dal punto di vista amministrativo va ricordato che nella bassa Valdelsa (quella nella città metropolitana di Firenze) ci sono state discussioni per l'annessione alla eventualmente costituenda provincia di Empoli ma non mancano coloro che vogliono la Valdelsa, intesa come territorio da Monteriggioni a Castesfiorentino, come un'unica identità amministrativa.

### Chi vuole la nuova provincia
Essenzialmente preme per l'eventuale annessione l'imprenditoria industriale e artigiana che vede Firenze come troppo lontana sia geograficamente che culturalmente dai propri bisogni. L'economia fiorentina è sicuramente molto diversa dall'economia della zona pianeggiante della Valdelsa e gli imprenditori valdelsani sostengono di avere difficoltà a trovare nelle istituzioni fiorentine (Camera di Commercio, Provincia etc) quei servizi di cui avrebbero bisogno.

### Chi preferisce rimanere nella città metropolitana di Firenze
Preme invece in senso contrario la nuova imprenditoria agricola, specialmente quella che produce prodotti di alto e altissimo livello che sostiene che avrebbe un drammatico danno di immagine nel passaggio da Firenze, città conosciuta nel mondo per motivi culturali ed Empoli, città molto meno conosciuta se non per la propria attività manifatturiera. Attività quest'ultima che nell'immaginario collettivo solleva dubbi di inquinamento mal compatibili con le produzioni, per esempio, biologiche o con il turismo naturalistico. Temono inoltre che una eventuale nuova amministrazione provinciale empolese tenderebbe ad utilizzare risorse per avvantaggiare la vecchia vocazione manifatturiera del capoluogo anziché, per esempio, il ripristino ambientale.

### Proposte di uno stemma unico identitario della Valdelsa
La Valdelsa, essendo un termine che deriva da Aelsa (Aelsae), luogo dove poi è sorto Gracciano dell'Elsa, ha più volte acceso dibattiti, anche da parte di alcuni politici, sulla creazione di un'unica identità territoriale. Sono molte le persone, anche nella politica, che si identificano come "valdelsane" e non più con il nome legato al proprio comune di residenza. Uno stemma simbolico, nato nel luogo dove si trovava Aelsa, attuale Gracciano dell'Elsa, è lo stendardo con il pilastro, la mezzaluna e i due gigli nella parte superiore ed è un emblema che porta i quattro colori più presenti (bianco, azzurro, giallo e rosso) in Valdelsa e inoltre ha il giglio, per questo molte persone, sostenitrici del "comune unico della Valdelsa", vorrebbero anche un unico stemma identitario che avesse i quattro colori più presenti in Valdelsa e con i gigli che sono presenti negli stemmi comunali di San Gimignano, Poggibonsi e nello stemma simbolico del territorio di Gracciano dell'Elsa che è, appunto, il luogo dove si trovava Aelsa. Attualmente lo stemma simbolico di Gracciano dell'Elsa è presente anche nello sport valdelsano e alcune volte, questo stendardo con il pilastro, la mezzaluna e i due gigli, è stato diffuso mostrandolo sulla groppa di un asinello in riferimento a certe tradizioni valdelsane che, in alcune feste locali, hanno avuto la presenza di asinelli che sono stati mostrati al pubblico.